# أشرف محمد رفعت
الفريق فخري أشرف محمد رفعت (مواليد 23 أبريل 1928 - 3 أغسطس 2017) هو قائد القوات البحرية المصرية الأسبق، شغل جميع المناصب القيادية بالقوات البحرية وحروب مصر الحديثة حتى وصل لمنصب قائد القوات البحرية اشترك في كل حروب الصراع العربي الإسرائيلي، وصاحب فكرة إغلاق مضيق باب المندب، وكان سبب في قطع طرق المساعدات علي إسرائيل.

## نشأته وحياته
أشرف محمد رفعت، ولد في 23 من شهر أبريل سنة 1928 بمحافظة بني سويف، تخرج من كلية فيكتوريا الثانوية وانضم بعدها إلى للكلية البحرية لتكون أول دفعة، وحصل على درجة البكالوريوس في العلوم البحرية سنة 1946، وتخرج سنة 1948. كما حصل علي فرقة الملازم البحرية الملكية البريطانية في المملكة المتحدة سنة 1951، وفرقة تخصص بالبحرية البريطانية المملكة المتحدة سنة 1955، وفرقة قيادة المدمرات بولندا والإسكندرية سنة 1957. حصل على درجة الماجستير في العلوم العسكرية البحرية كلية القادة والأركان بالاتحاد السوفيتي السابق سنة 1962.
حصل علي درجة الزمالة من أكاديمية ناصر العسكرية سنة 1969، وشهادة أعالي البحار.

## مشاركات عسكرية
شارك رفعت في كافة الحروب المصرية الحديثة، وبالأخص في الصراع العربي الإسرائيلي، وكذا حرب اليمن كرئيس لشعبة العمليات، وتولى الإعداد والتخطيط والسيطرة على القوات أثناء حرب الاستنزاف وخلال حرب أكتوبر، وصاحب فكرة إغلاق مضيق باب المندب في وجه الملاحة الإسرائيلية ومخططها، محققًا نصرا استراتيجيًا للبحرية المصرية في هذه الحرب.

### حرب اليمن
عين الفريق فخري أشرف رفعت، قائد لأسطول البحر الأحمر أثناء حرب اليمن، ليكون تشكيل ضارب من المدمرات والغواصات والزوارق الصاروخية وزوارق الطوربيد وكاسحات الألغام ووضعت بالكامل تحت قيادته، وتمركز على سفينة القيادة المدمرة السويس في ميناء الحديدة.
قام بتحقيق الدفاع الساحلي عن ميناء الحديدة، وتوفير الدفاع الجوي عنها باستخدام القوات البحرية المصرية.
كما قامت وحدات التشكيل بتنفيذ قذف نيران على مواقع معينة طلبتها القيادة المصرية في صنعاء وكل هذه الأعمال أتمت بنجاح.

### حرب أكتوبر
أثناء حرب أكتوبر سنة 1973، كان فريق بحري رفعت رئيسًا لشعبة عمليات القوات البحرية، وقام بإعداد خطة الخداع بالتنسيق مع الأجهزة المختصة بالقيادة العامة، ووضع خطة عمليات القوات البحرية وإعداد قرار قائد القوات البحرية آنذاك فؤاد ذكري.
أتخذ الفريق رفعت قراراً جريئا بتغير أسلوب إستخدام القوات البحرية في التحويل من النطاق التكتيكي إلى العمل في العمق الاستراتيجي، وكان الهدف أن تكون جميع وحدات القوات البحرية خارج مدى عمل سلاح الطيران الإسرائيلي الذي كان يعتمد عليه العدو (حتي في حرب غزة سنة 2023)، في تنفيذ مهامها وقد حققت البحرية المصرية نجاحات باهرة في حرب أكتوبر ومن أهمها الحصار البحري على إسرائيل في البحر الأبيض المتوسط، وفي البحر الأحمر والسيطرة الكاملة على مضيق باب المندب.

### إغلاق مضيق باب المندب
يعد أشرف رفعت صاحب فكرة إغلاق مضيق باب المندب، ويكفي أن رئيسة وزراء إسرائيل جولدا مائير، كان أول طلب لها في مباحثات السلام مع إسرائيل، رفع الحصار عن باب المندب الأمر الذي أوضح أن تنفيذ هذه المهمة أضر إسرائيل بشكل كامل وتسبب لها في نقص وصول الإمدادات من الوقود سواء من خليج السويس أو عبر باب المندب ويعتبر من المهام البارزة في حرب أكتوبر، وهذا ما جعل منه مقاتل بحري استراتيجي.

## مناصب
خدم أشرف رفعت' بالقوات البحرية لمدة تزيد عن ثلاثين عامًا منها ؛
- عشر سنوات كقائد لواء المدمرات، وثمانية عشر سنة في البحر.
- قائد لقاعدة الإسكندرية البحرية.
- قائد لتشكيل البحر الأحمر من مدمرات وغواصات بعد حرب 1967.
- رئيس شعبة تدريب القتال البحري.
- رئيس شعبة العمليات البحرية في الفترة من (1969 - 1976).
- قائدًا للقوات البحرية في الفترة من 14 نوفمبر سنة 1976 حتى 9 أكتوبر 1978.
- رئيس أركان حرب.
- عمل كمستشار بحري في مجال السلامة البحرية موفدًا من جامعة الدول العربية، وتنشر له مقالات عديدة في الدوريات العسكرية العربية والأجنبية، ويحاضر في مختلف المعاهد العسكرية.
- قائد مدمرة السويس.

## تكريمه
- تقديراً لما أدوه من خدمات للوطن، والمساهمة في دعم وتكامل القدرة القتالية للقوات المسلحة خلال معارك الاستنزاف وحرب أكتوبر، منح الفريق عبد الفتاح السيسي أشرف محمد رفعت رتبة الفريق الفخري وصدق عليه الرئيس السابق عدلي منصور.[6]
- تقديراً لدوره أطلق اسمه على دفعة رقم (71) للكلية البحرية المصرية.
- صدق المستشار عدلي منصور رئيس مصر السابق، على منح رتبة الفريق فخري[7] واللواء بحرى أركان الحرب، تقديرا للدور الذى قام به في الإعداد والتخطيط والتجهيز للعمليات التى قامت بها القوات البحرية أثناء توليه رئاسة شعبة العمليات البحرية، وذلك خلال حرب الاستنزاف، وحرب أكتوبر، مما كان له أكبر الأثر في تكامل قدرة القوات المسلحة لتنفيذ خطة تحرير سيناء، وتولى بعدها قيادة القوات البحرية المصرية في سنة 1976.

## الأنواط والأوسمة العسكرية
- نيشان حرب فلسطين (1948).
- نيشان النيل (1952).
- نوط الواجب العسكري (1972).
- نيشان حرب أكتوبر (1973).
- نوط الجمهورية العسكري (1973).
- نوط الخدمة الطويلة.
- نوط سلطنة عمان.
- نيشان ملك اليونان.
- نيشان من المارشال تيتو رئيس جمهورية يوغوسلافيا.
- حصل على وسام الجيش اليوغسلافي.
- ميدالية الخدمة الطويلة من الطبقة الأولى.
- وسام فينوس من طبقة كوماندوز.
- نوط الجمهورية من الطبقة الأولى.

## وفاته
توفي الفريق فخري أشرف محمد رفعت في 3 أغسطس سنة 2017 أوفد الرئيس عبد الفتاح السيسي رئيس مصر، العميد بحرى سامح توفيق عبدالفتاح نائب عنه، لتشييع جنازة الفريق وإبلاغ أسرته خالص عزاء ومواساتهم.